# ایلو-شوما
ایلو-شوما در حدود ۱۹۴۵–۱۹۰۶ پیش از میلاد پادشاه آشور کهن بود. او به خاطر رهبری ارتش آشور و تاخت و تاز به جنوب میانرودان، و حمله به سومو-آبو پادشاه بابل، به خوبی شناخته شده‌است.